# Белгийски блонд ейл
Белгийски блонд ейл (на английски: Belgian Blond Ale) е силен светъл ейл.

## История и характеристика
Той е сравнително нова разработка на белгийските пивовари с цел привличане на потребителите на европейския пилзнер и през последните десетилетия става все по-популярен на световния пазар.
По алкохолно съдържание прилича на дубъл, по характер на белгийския силен златен ейл и на трипел, но е по-сладък и не толкова горчив.
Във Фландрия и Нидерландия използват за обозначаване на бирата термина „Blond“, във Валония и Франция – „Blonde“.
Блонд ейлът се прави от белгийски пилз малц, ароматни малцове, течна захар канди или захароза, белгийски щамове дрожди, произвеждащи сложни алкохол, феноли и аромати, благороден хмел от сортовете Styrian Goldings или East Kent Goldings.
Цветът варира от светло до тъмнозлатист, бирата е с много добра прозрачност и образува голяма плътна кремовидна пяна с бял до кремав цвят. Характеризира се с малцова сладост, лек хмелен привкус и богат и пикантен аромат на хмел и сладък малц.
Алкохолно съдържание: 6 – 7,5%.

## Търговски марки
Типични търговски марки са: Leffe Blond, Affligem Blond, La Trappe Blond, Grimbergen Blond, Val-Dieu Blond, Straffe Hendrik Blonde, Paten Lieven Blond Abbey Ale.